# Joachim Schöne
Joachim Schöne (* 19. Juni 1906 in Magdeburg; † 13. Juli 1967) war ein deutscher Politiker der SPD.

## Leben
Schöne trat zum 1. Mai 1937 in die NSDAP ein (Mitgliedsnummer 5.904.609). Er war 1948/49 Mitglied des Wirtschaftsrates der Bizone. Er gehörte dem Deutschen Bundestag seit dessen erster Wahl 1949 bis 1957 an und vertrat dort als direkt gewählter Abgeordneter den Wahlkreis Peine – Gifhorn. 1953 bis 1957 war er sowohl Vorsitzender des Arbeitskreises Wirtschaftspolitik der SPD-Fraktion als auch stellvertretender Vorsitzender des Wirtschaftsausschusses des Bundestages.
Vom 16. Juli 1952 bis zum 29. Oktober 1957 war er zudem Mitglied des Europaparlaments.